# Liste der Schweizer Botschafter in China
Schweizer Botschafter in der Volksrepublik China.

## Missionschefs
- 1945–1948: Henry de Torrenté (1893–1962), Gesandter
- 1948–1949: Charles von Jenner (1886–1970)
- 1949–1949: Jean-Pierre Jéquier (1919–2010), Geschäftsträger
- 1950–1954: Clemente Rezzonico (1897–1976)
- 1954–1957: Fernand Bernoulli (1905–1979)
- 1957–1958: Fernand Bernoulli (1905–1979), Botschafter
- 1959–1962: René Naville (1905–1978)
- 1963–1966: Hans Keller (1908–1999)
- 1967–1972: Oscar Rossetti (1912–1996)
- 1972–1975: Albert Natural (1918–2002)
- 1975–1977: Heinz Langenbacher (1919–2013)
- 1977–1982: Werner Sigg (1917–1989)
- 1982–1986: Hans Müller (1921–2001)
- 1986–1988: Fritz Bohnert (1928–1988)
- 1988–1995: Erwin Schurtenberger (1940–)
- 1995–1999: Uli Sigg (1946–)
- 1999–2004: Dominique Dreyer (1945–)
- 2004–2008: Dante Martinelli (1946–)
- 2008–2012: Blaise Godet (1947–)
- 2012–2013: Jacques de Watteville (1951–)
- 2014–2019: Jean-Jacques de Dardel (1954–)
- 2019–2022: Bernardino Regazzoni (1957–)
- 2022–heute: Jürg Burri (1965–)

Ab 1945 selbständige Gesandtschaft, seit 1957 Botschaft.